# Лаялестан (дегестан)
Лаялестан (перс. لیالستان) — дегестан в Ірані, в Центральному бахші, в шагрестані Ляхіджан остану Ґілян. За даними перепису 2006 року, його населення становило 12993 особи, які проживали у складі 3893 сімей.

## Населені пункти
До складу дегестану входять такі населені пункти:
- Алакі-Сахра
- Біджар-Басте-Сар
- Біджар-Боне-Бала
- Біджар-Боне-Паїн
- Ґурандан
- Дізбон
- Касаб-Махале
- Кучек-Дег
- Кушал
- Лаялестан
- Мотаалек-Махале-Новбіджар
- Нахджір-Колає
- Новбіджар
- Сапагар-Пошт
- Сіяхґураб-е-Бала
- Сіяхґураб-е-Паїн
- Чагар-Хане-Сар-е-Паїн
- Шейханбар